# Linlo
Linlo är en ö i Finland.   Den ligger i kommunen Kyrkslätt i den ekonomiska regionen  Helsingfors  och landskapet Nyland, i den södra delen av landet, 30 km sydväst om huvudstaden Helsingfors. Arean är 0,59 kvadratkilometer.
Terrängen på Linlo är mycket platt. Öns högsta punkt är 32 meter över havet. Den sträcker sig 1,5 kilometer i nord-sydlig riktning, och 0,9 kilometer i öst-västlig riktning.